# 无根火山锥

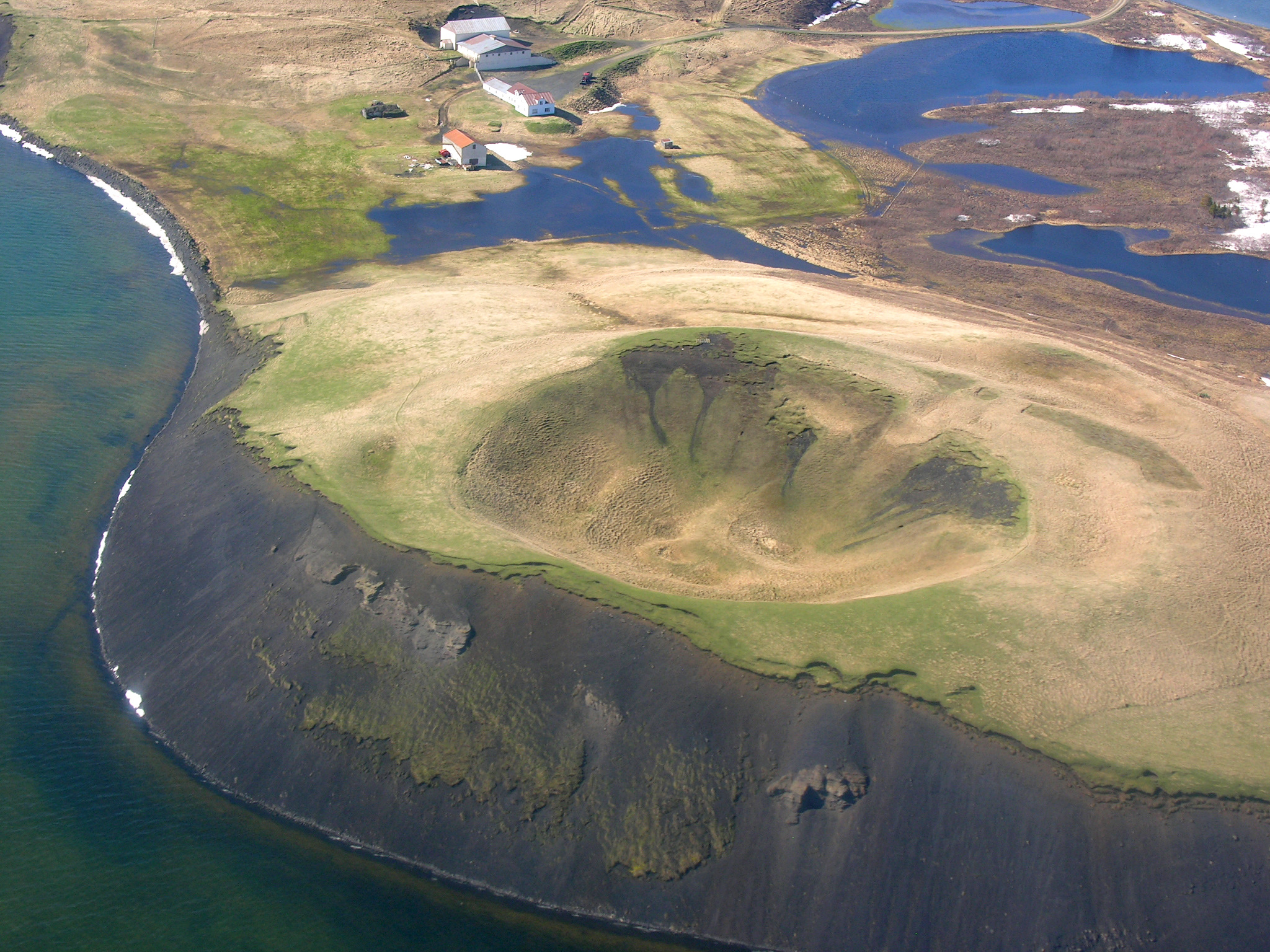
冰岛米湖上的一座无根火山锥。

无根火山锥（英語：rootless cone），以前也被称为“假火山口”，是一种类似真实火山口的火山地貌，但不同之处在于它们不是能真正喷发出熔岩的实际喷口，其特点是没有任何连接到行星地表下方的岩浆管道。
当流动的热熔岩穿过潮湿的表面，如沼泽、湖泊或池塘时，蒸汽爆炸则会形成无根火山锥。爆炸性气体以类似于潜水蒸气喷发的方式穿透熔岩表面，而且火山喷发碎屑形成了类似火山口的形状，看上去与真正的火山口非常相似。 
在冰岛可以找到一些著名的示例，如米湖中的“霰弹枪”火山口（Skútustaðagígar）、
首都雷克雅未克地区的“红丘陵”（Rauðhólar）或冰岛南部位于教堂农场镇（Kirkjubæjarklaustur）附近的卡特拉联合国教科文组织全球地质公园中的“突破孔”（Landbrotshólar）。在火星的阿萨巴斯卡谷地区也发现了无根锥，在那里熔岩流过底层岩石中的过热地下水。
火山学家在2010年3月的埃亚菲亚德拉火山首次喷发产生的蒸汽爆炸中，历史上首次目睹了无根锥的形成。

## 图集

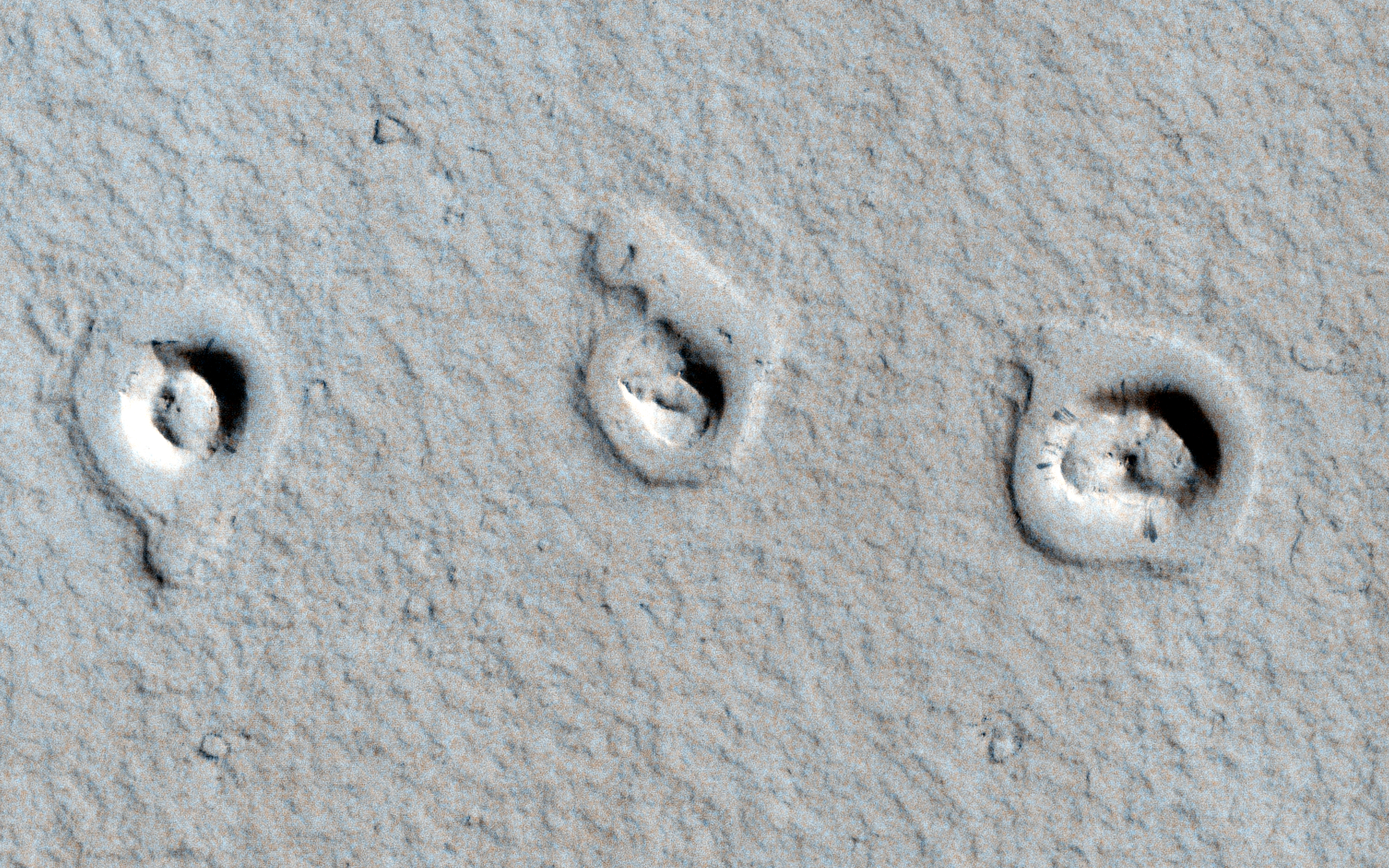
2013年1月4日，火星勘测轨道飞行器拍摄的火星“无根火山锥”—由熔岩流与水相互作用所形成，坐标：(21°57′54″N 197°48′25″E / 21.965°N 197.807°E。
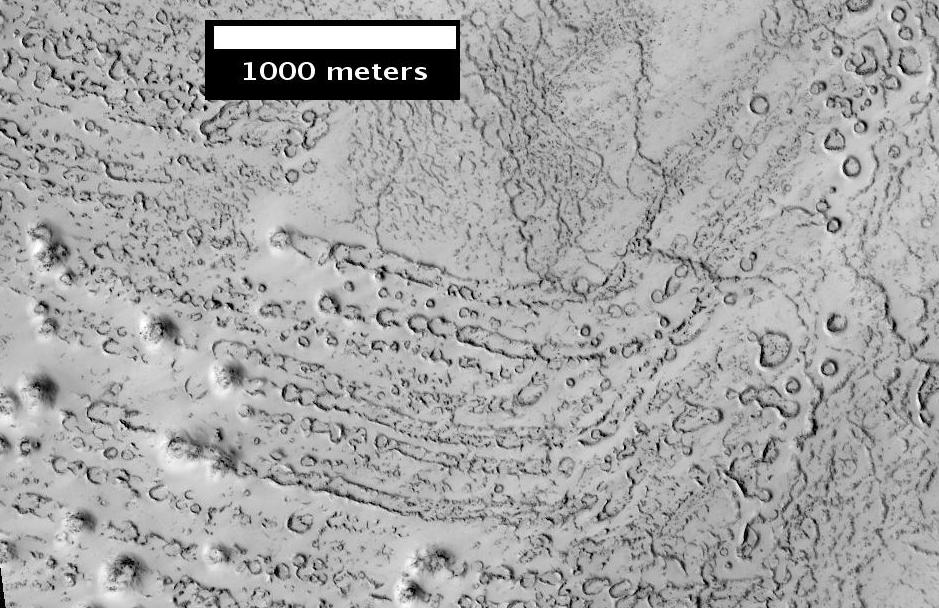
2008年1月4日，火星侦察轨道器拍摄的火星“无根火山锥”，坐标：25°54′36″N 173°45′36″E / 25.910°N 173.760°E。
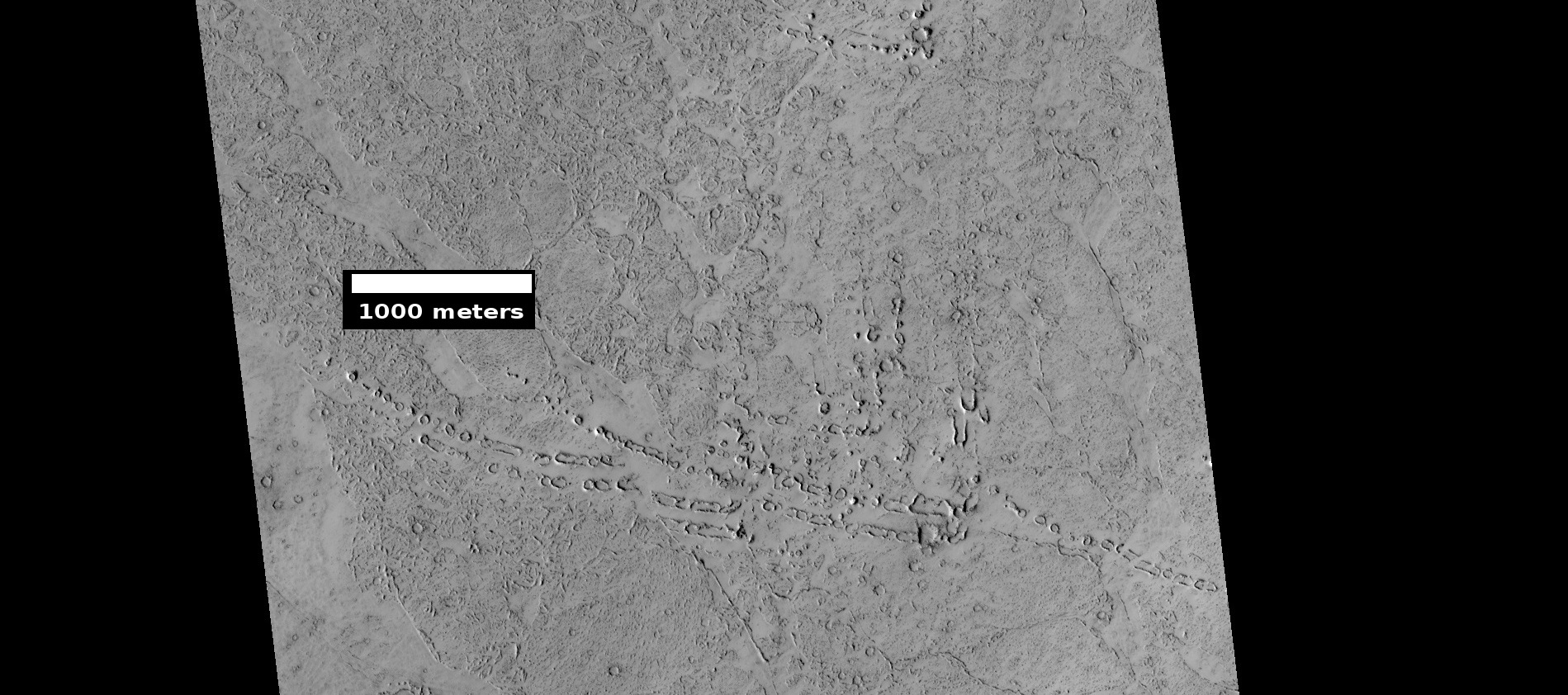
HiWish计划下高分辨率成像科学设备观察到的无根火山锥。这群圆环或圆锥体被认为是由熔岩流过水冰或含水冰的地面所引起，冰瞬间汽化，吹出一座圆环或圆锥体，此处熔岩链中的弯折能是熔岩改变方向造成。有些形态没有环形或锥形，可能是因为熔岩移动太快，无法形成完整的锥形。
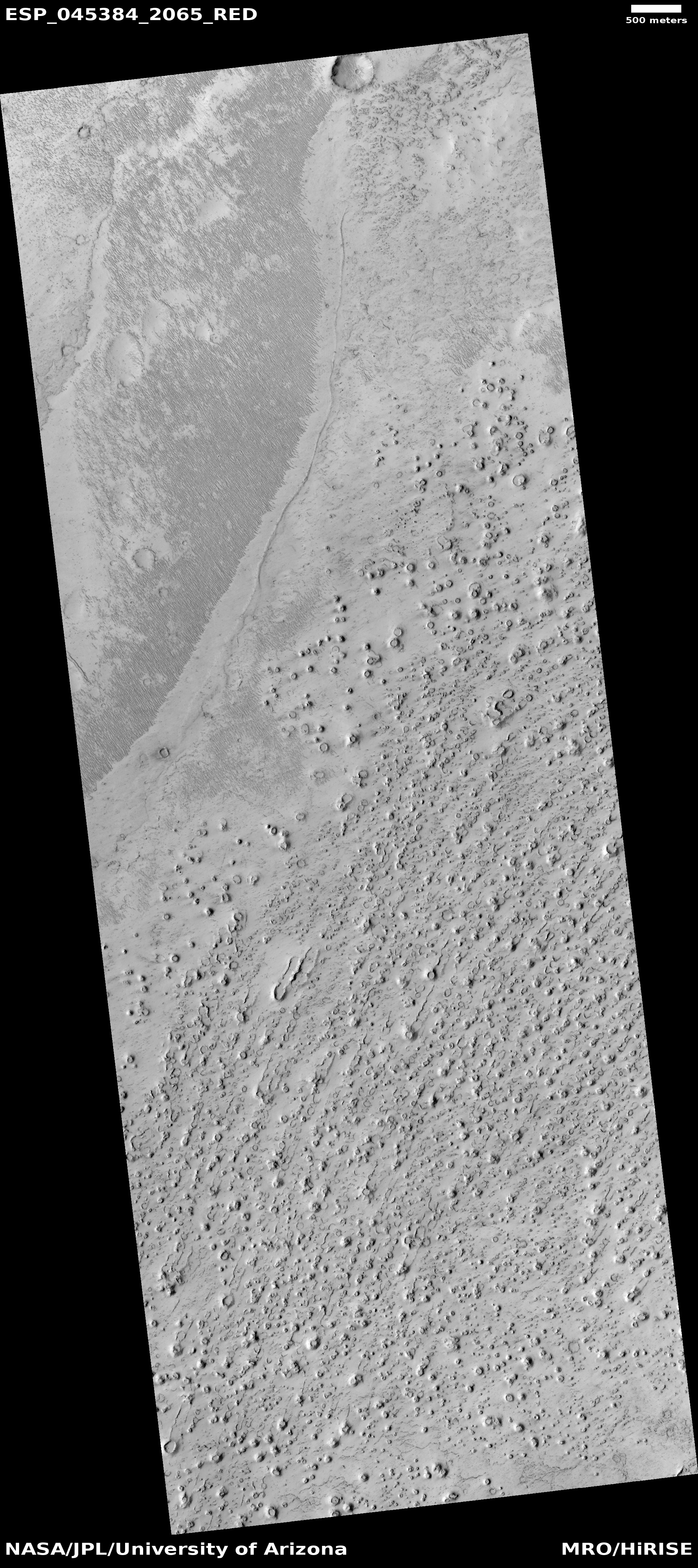
HiWish计划下高分辨率成像科学设备观察到的无根火山锥广角视图。
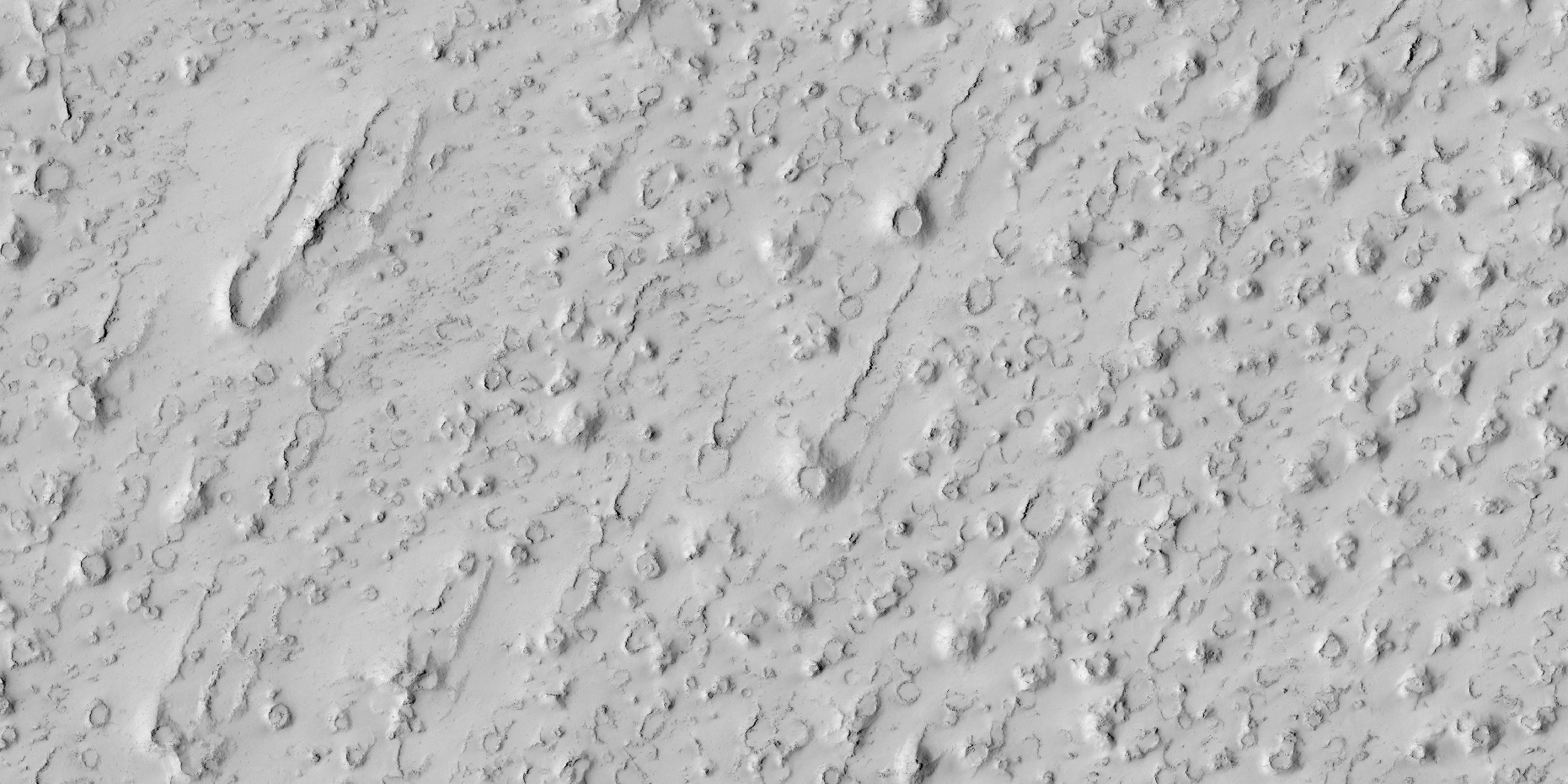
HiWish计划下高分辨率成像科学设备观察到带尾迹的无根火山锥近景表明，熔岩正在富冰地面上向西南移动。
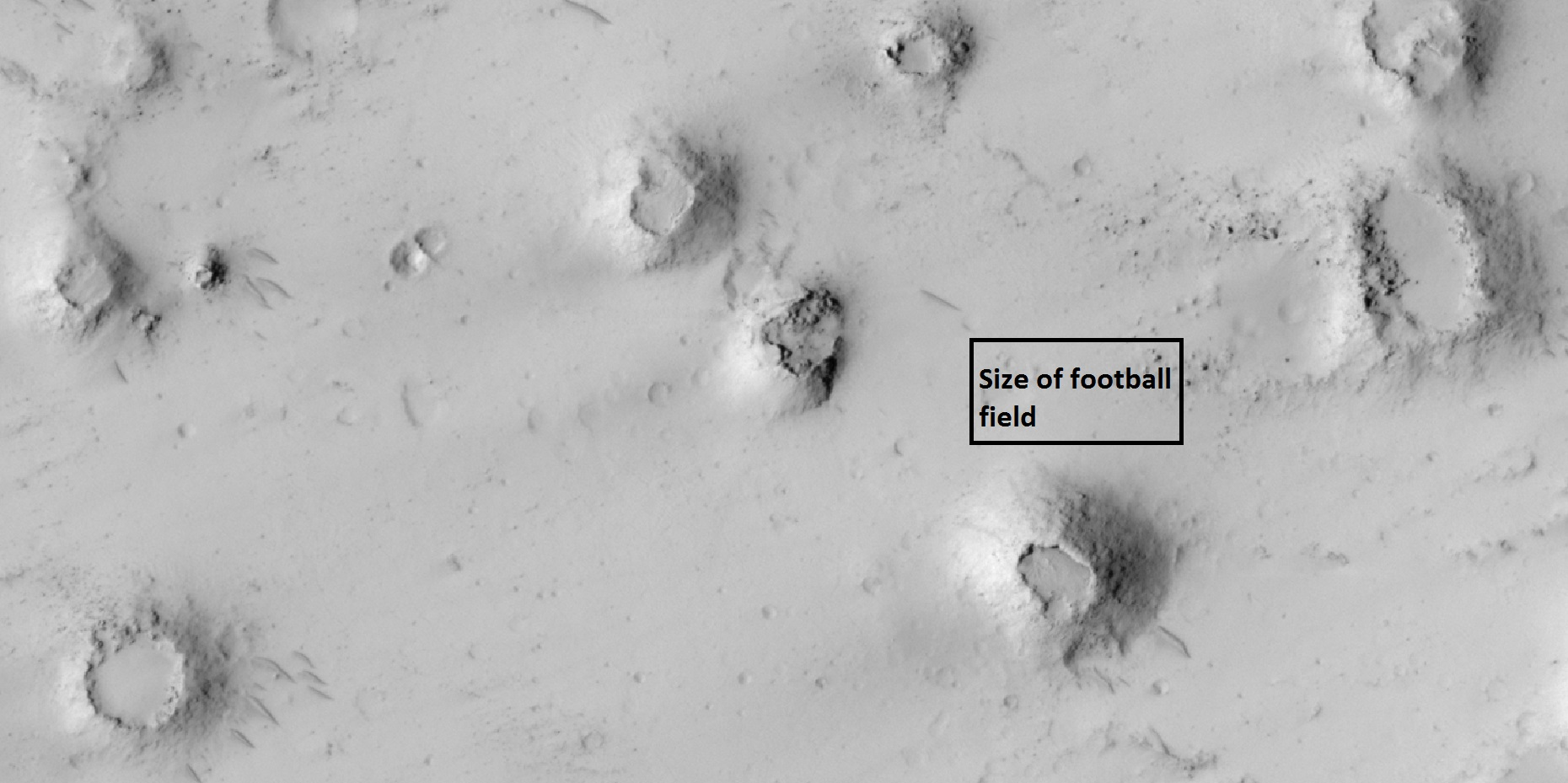
HiWish计划下高分辨率成像科学设备显示的带足球场大小方框的无根火山锥近景。

## 另请查看
- 溶岩滴丘
- 火星岩石列表
- 近岸火山锥
- 低平火山口
- 冰岛火山活动